# Battaglia di Marj Rahit
La battaglia di Marj Rāhiṭ (in arabo معركة مرج راهط‎?, Maʿrakat Marj Rāhiṭ) fu un fatto d'arme che contrappose il 18 agosto 684 l'esercito dell'anti-califfo di Mecca ʿAbd Allāh b. al-Zubayr alle forze omayyadi di Marwān I.
Lo scontro ha una duplice possibilità di lettura: una istituzionale e una sociologica. Il primo intendeva dirimere la contrapposizione che s'era creata fra il figlio d'un antico Compagno del Profeta Muhammad (che s'era ribellato al quarto Califfo ʿAlī b. Abī Ṭālib nella battaglia del Cammello, finendovi ucciso) e un rappresentante della famiglia omayyade.

Il Califfo aveva preso il controllo della Penisola arabica e dell'Egitto nel marasma istituzionale creato dalla morte senza eredi puberi dell'ultimo califfo della branca "sufyanide" del califfato, Muʿāwiya II, mentre il secondo era stato investito della carica califfale al termine di una lunga riunione dell'intera famiglia omayyade (oltre un centinaio di persone), riunitasi nell'antica capitale dei Ghassanidi, al-Jābiya.
Il candidato alla successione di Mu'awiya II era stato appunto l'anziano Marwān b. al-Ḥakam, che era stato il principale collaboratore del terzo califfo "ortodosso", ʿUthmān b. ʿAffān.
La lettura sociologica (che si potrebbe definire anche "sociopolitica ed economica") derivava dall'antica e irrisolta contrapposizione tra gli Arabi di origine meridionale (o yemeniti, o kalbiti) a quelli di origine settentrionale (o qaysiti, o mudariti).
I primi erano accusati (non senza ragione) dai secondi di continuare ad essere sensibilmente privilegiati dalla dinastia omayyade, che agli Yemeniti s'era in effetti da sempre sostanziosamente appoggiata.
I vantaggi kalbiti si potevano riassumere nell'aver ricevuto generosi e ricchi possedimenti fondiari (certo anche in ragione delle loro maggiori capacità agricole) e nel loro preferenziale inserimento nei ranghi delle forze armate califfali, lucrando uno stipendio che era all'epoca assai rilevante.
L'esercito di ʿAbd Allāh b. al-Zubayr - assai più forte di quello avversario - fu guidato dal qaysita al-Ḍaḥḥāq b. Qays al-Fihrī mentre quello omayyade fu condotto alla piena vittoria da ʿAbbād ibn Ziyād, a dimostrazione delle maggiori capacità yemenite. La battaglia, che creò un rancore mai più composto fra arabi del meridione e arabi del settentrione (che si riproporrà anche in località assai lontane, come al-Andalus) spianò la via all'effettiva assunzione del califfato da parte di Marwān I.
Da quel momento, per indicare il califfato di Damasco, gli studiosi usano aggiungere all'aggettivo "omayyade" anche quello "marwanide".